# Clara Friedman
Clara Friedman (en hebreu: קלרה פרידמן‎; 13 d'abril de 1920 - 14 d'octubre de 2015) nom de soltera Klara Hodosi, fou una jugadora d'escacs israeliana que tenia el títol de Mestra Internacional des de 1966. Va ser tres vegades guanyadora del Campionat d'escacs femení d'Israel (1961, 1963, 1965).

## Biografia
Nascuda a Romania, va viure a Israel des de 1961. A la dècada de 1960, Clara Friedman era una de les principals jugadores d'escacs israelianes. Va guanyar el Campionat d'escacs femení d'Israel tres vegades, el 1961, el 1963 i el 1965. El 1966 va rebre el títol de Mestra Internacional Femenina de la FIDE (WIM). El 1967, Clara Friedman va participar en el Torneig de Candidates del Campionat del Món d'escacs femení a Subotica, Sèrbia i hi va acabar en 17è lloc.